# Xylophrurus nigricornis
Xylophrurus nigricornis är en stekelart som först beskrevs av Thomson 1885.  Xylophrurus nigricornis ingår i släktet Xylophrurus och familjen brokparasitsteklar. Inga underarter finns listade i Catalogue of Life.